# Буркіна-Фасо на літніх Олімпійських іграх 2024
Буркіна-Фасо на літніх Олімпійських іграх 2024 представляли вісім спортсменів у п'ятьох видах спорту.